# Улица Суур
Улица Суур (эст. Suur tänav — Большая улица) — улица в исторической части Нарвы, от улицы Койдула до улицы Краави. Одна из границ Ратушной площади.

## История

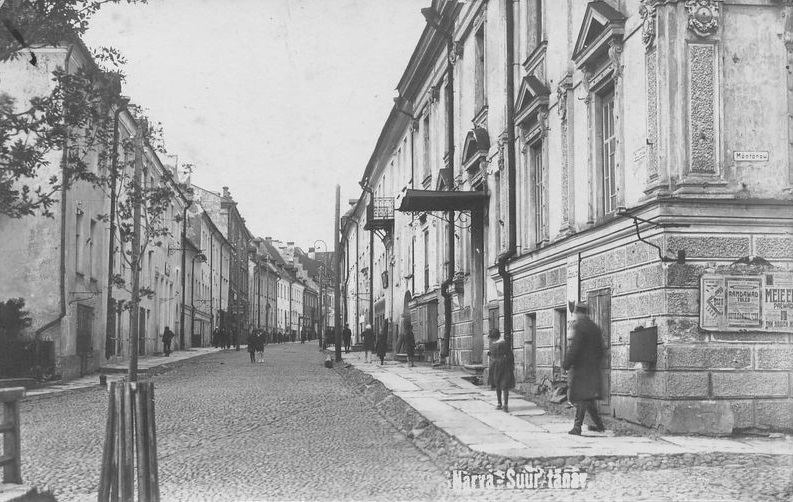
Улица в предвоенные годы

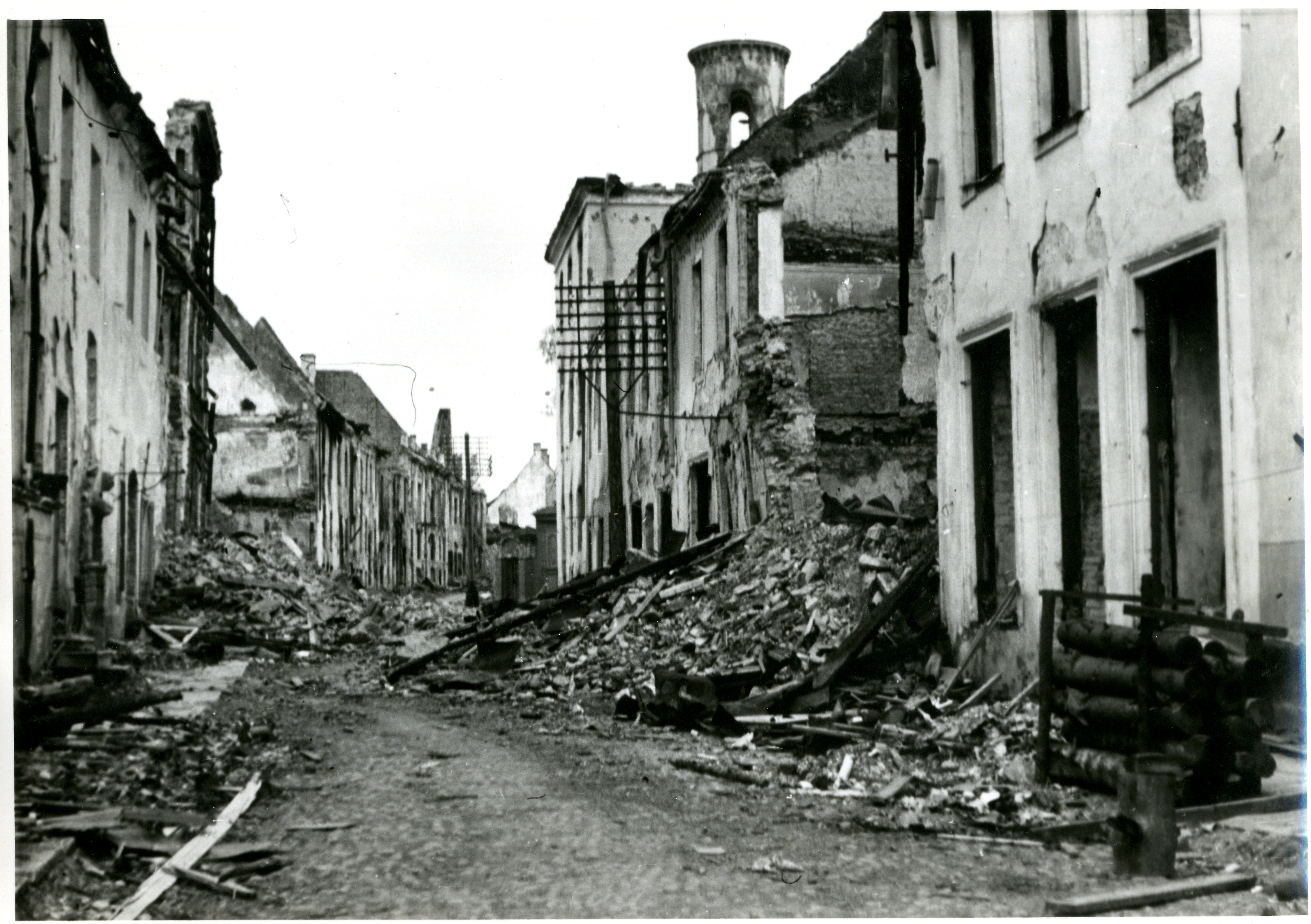
Улица в 1944 году

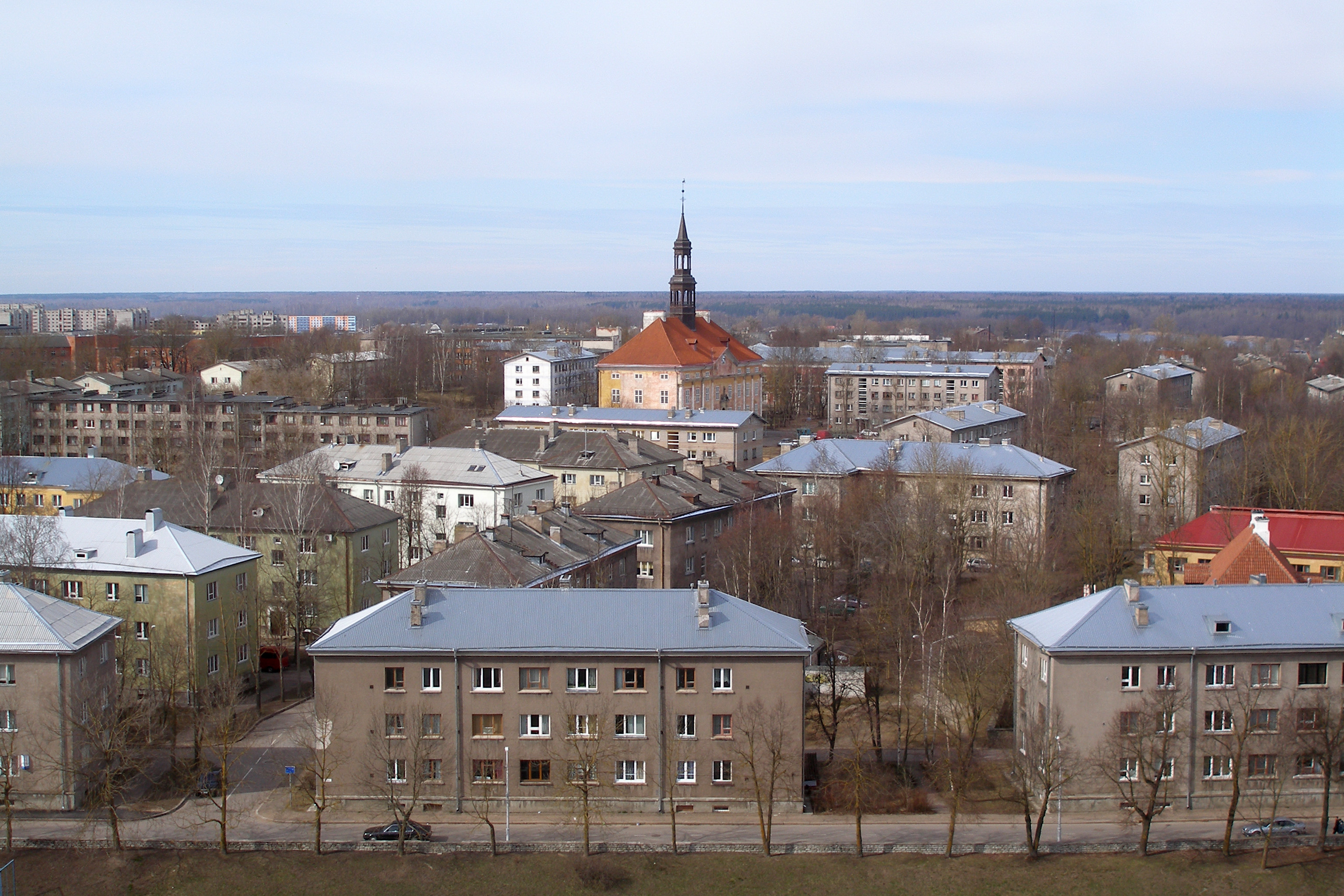
Типовая застройка улицы 1960-х годов

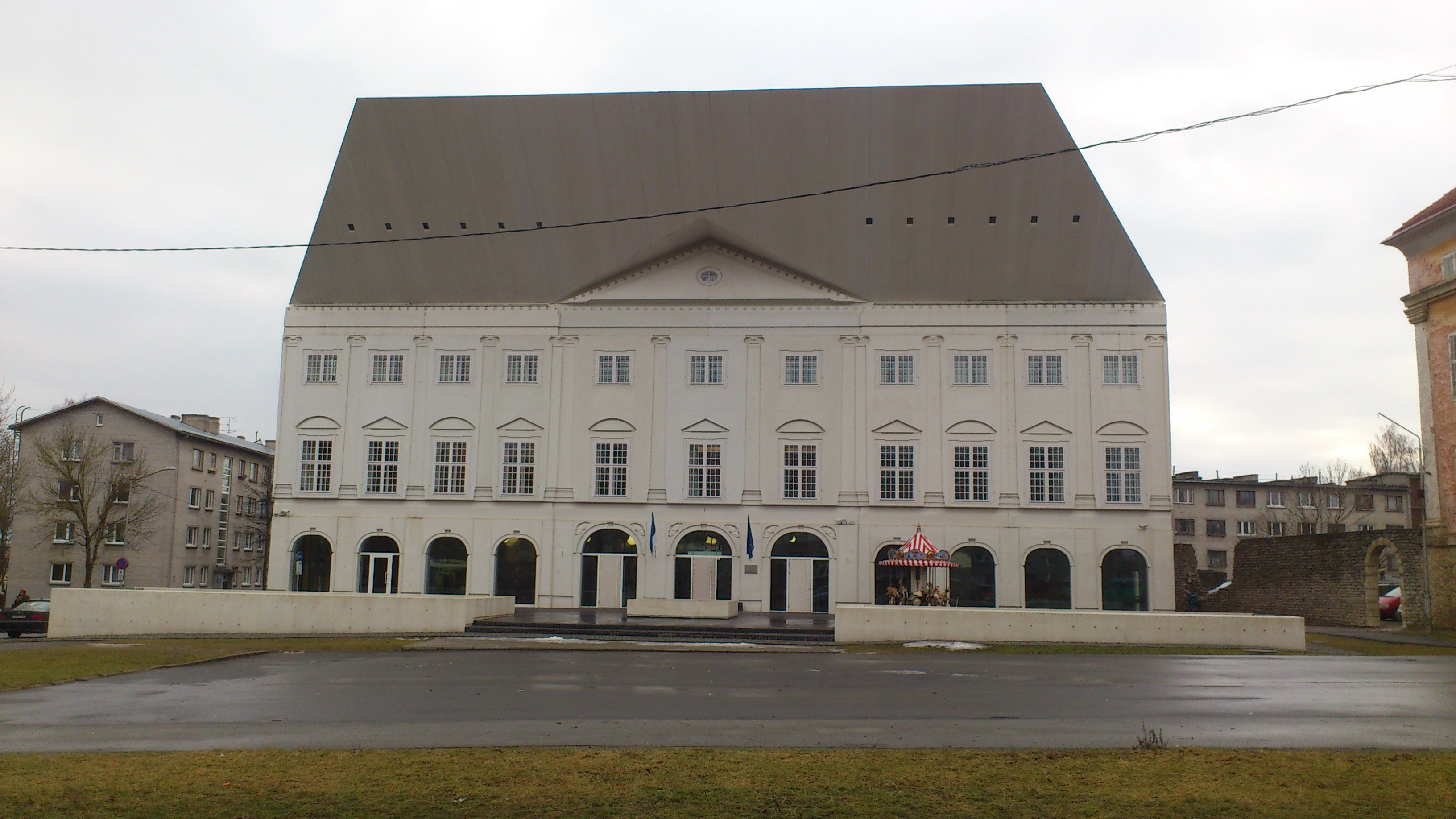
Нарвский колледж

Одна из старейших улиц в городе. Вела к Русским (или Скотопрогонным) воротам городской крепостной стены. Со временем оформилась как одна из двух (вместе с улицей Рюйтли) главных городских улиц.
По указу русского царя Ивана IV (Грозного) у ворот в конце XVI века была построена православная церковь. При шведском владычестве, в 1650-х годах, эта церковь была перестроена в жилой дом. 
У перекрестка с улицей Виру была рыночная площадь.
На плане 1684 года указана как Lange Gasse auch Schloss- und Burggasse. На плане 1905 года — Вышгородская.
Жилой дом № 1, принадлежавший шведскому торговому представителю в Москве бургграфу Кристофферу фон Кохену, жившему ранее в Москве, считался самым большим в городе.
По легенде, в дом бургомистра Гетте, находившийся на этой улице, в 1704 году, овладев Нарвой после долгой осады и штурма, приходил российский император Пётр I. Останавливая кровопролитие и грабежи мирных граждан, в тот день он собственноручно шпагою заколол русского солдата и бросил эту окровавленную шпагу на стол. В этом доме, впоследствии у наследников Лаврецова, указанный стол долго сохранялся и показывался гостям.
Историческая застройка погибла во время Великой Отечественной войны, все здания на этой улице были разрушены. Впоследствии улица была застроена трёх- и четырёхэтажными домами типовой советской архитектуры 1960-х годов.
После войны улица носила имя Махмасталя, в честь советского дипломатического курьера, уроженца Нарвы Иоганна Махмасталя (1891—1942). 11 мая 1994 года по решению городских властей историческое название было восстановлено .

## Достопримечательности
Нарвский колледж Тартуского университета